# ثورة بوسطن 1689
ثورة بوسطن أو انتفاضة بوسطن 1689 (بالإنجليزية: 1689 Boston revolt)‏ هي انتفاضة شعبية اندلعت في مدينة بوسطن بكومنولث ماساتشوستس بمنطقة نيو إنجلاند في شمال شرق الولايات المتحدة في 18 أبريل من عام 1689 ضد السير إدموند أندروس. كانت هذه الانتفاضة جزءًا من الثورة المجيدة، التي نجحت في عزل الملك جيمس الثاني وتنصيب ابنته ماري وزوجها ويليام أورنج ملكين على إنجلترا إلى جانب إقرار وثيقة إعلان الحقوق عام 1689.
نصبت الحكومة الإنجليزية وقتئذٍ إدموند أندروس حاكمًا مُنتدبًا على دومينيون نيو إنجلاند عام 1686. وجنى أندروس عداوةً شعبية جراءً فرضه قوانين الملاحة التقييدية التي عسرت حركة التجارة، وحجَّم المجالس المحلية في المدن وألغى ميثاق مُستعمرة خليج ماساتشوستس، الذي أدى بدوره إلى إنكار صحة سندات ملكية هذه الأراضي، فضلاً عن قيامه بتعيين ضباط نظاميين أثاروا سخط السكان لقيادة الميليشيات الاستعمارية، من بين إجراءات أخرى. وعلاوة على ذلك، أثار غضب التَطَهُريين في بوسطن حين روج للمذهب الأنجليكاني، وهو الأمر الذي لم ينل استحسان الكثير من سكان المُستعمرة المُنشقين عنها. فقد احتشد جمع كبير من الميليشيات المحلية والمُواطنين بشكل مُنظم واحتُجزوا بعض مسؤولي الدومينيون. كما احتجز المُتمردون أيضًا أعضاء الكنيسة الأنجليكانية، وذلك لتأييدهم للحكومة المُنتدبة لإدارة المنطقة كما اعتقد التَطَهُريون أو البيورتانيون.
لم يتكبد الطرفان أيَّ خسائر خلال أحداث الثورة، وأُطيح بالنظام الموالِ لجيمس الثاني وحُل دومينيون نيو إنجلاند واستردت مستعمرة خليج ماساتشوستس سيطرتها على الحكومة. فيما أُعيد مسؤولو الحكومات في الدومينيون إلى مناصبهم التي عُزلوا منها من ذي قبل.

## خلفية تاريخية
في بداية العقد الثامن من القرن السابع عشر، شرع الملك تشارلز الثاني في اتخاذ الإجراءات لإعادة النظر في تنظيم مُستعمرات دومينيون نيو إنجلاند. تم إلغاء ميثاق مستعمرة خليج ماساتشوستس في عام 1684، وذلك حينما رفض حكَامها التَطَهُريون الانصياع لأوامر الملك تشارلز الثاني بإجراء بعض الإصلاحات في المُستعمرة، حيث حاول تشارلز تنظيم عملية إدارة المُستعمرات الصغيرة ليقعوا في نهاية المطاف تحت سلطة التاج البريطاني، ولكنه تُوفي في عام 1685 وخَلِفه وريثه الكاثوليكي جيمس الثاني، فأكمل عملية التنظيم لتنتهِ بإنشاء دومينيون نيو إنجلاند.
في عام 1686، عُين السير إدموند أندروس، الحاكم السابق لمقاطعة نيويورك الاستعمارية، حاكمًا للدومينيون. وتألفت الدومينيون من أراضِ ومُستعمرات خليج ماساتشوستس وبليموث وكونيتيكت ونيوهامبشاير ورود آيلاند ومزارع بروفيدنس. وقد امتد نطاق الدومينيون في عام 1688 ليشمل مُقاطعات نيويورك وشرق وغرب جيرسي.

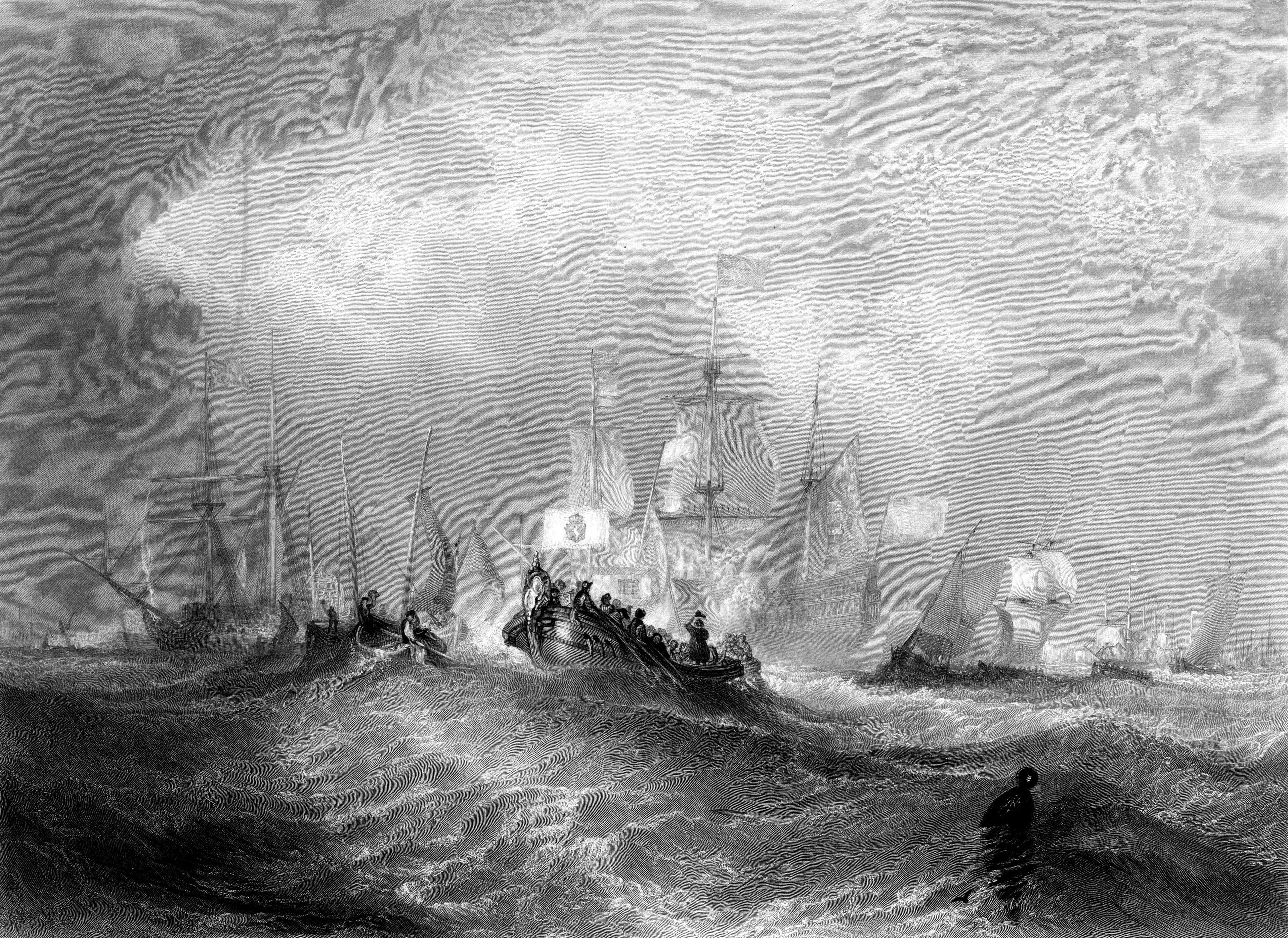
لوحة لمشهد سفينة ويليام الثالث وهي ترسو على مدينة تورباي

لم يحظ حكم أندروس في نيو إنجلاند بأيَّة شعبية على الإطلاق. فقد أغفل التمثيل المحلي، وأنكر شرعية سندات ملكية الأراضِ القائمة في ماساتشوستس، والتي اعتمدت على ميثاق مُستعمرة خليج ماساتشوستس القديم، كما قام أندروس بتحجيم عقد المجالس المحلية في المدن فضلًا عن الترويج للكنيسة الأنجليكانية في مناطق يقطنها الأغلبية التَطَهُرية. وفرض أندروس قوانين الملاحة التي لم تكن مُواتية لاستمرار وجود بعض الأنشطة التجارية في منطقة نيو إنجلاند. كما كان يتعرض أفراد القوات الملكية المُتمركزة في بوسطن، غالبًا، لسوء المعاملة من قبل بعض الضباط، الذين كانوا مُؤيدين للحاكم المُنتدب وكثيرًا ما كانوا من الأنجليكانيين أو الكاثوليكيين.
في تِلكَ الأثناء، تضائلت شعبية جيمس الثاني بشكل مُتزايد في إنجلترا، حيث نفَّر المُحافظين الداعمين له مع مُحاولاته الرامية إلى تخفيف قوانين العقوبات، كما أصدر إعلان التسامح في عام 1687، والذي مهد لخلق جو يُقر بحرية العقيدة، وهي الخطوة التي لاقت مُعارضة رجال الكنيسة الأنجليكانية. وقد شعر عدد من البرلمانيين بالقلق حيال ازدياد قوة الجيش النظامي بفضل الملك، الذي قام بتعيين كاثوليكيين في مناصب عسكرية حيوية مما يهدد سلطتهم كقوة سياسية. حاول جيمس تعيين بعض المُؤيدين له في البرلمان لاستصدار إلغاء لمرسوم الاختبار، الذي نص على خضوع الأشخاص المُتقدِمين لشغل العديد من الوظائف الحكومية إجباريًا لاختبار ديني وأن يكونوا من أتباع المذهب الأنجليكاني. نحى البعض من كل من اليمينيّين والمُحافظين خلافاتهم السياسية جانبًا وتآمروا على عزل جيمس الثاني، وخاصةً بعد ميلاد جيمس وريثًا مُحتملًا له في عام 1688، وتولية خَتَنه البروتستانتي ويليام الثالث، الحاكم الأعلى لجمهورية هولندا. وافق الأمير الهولندي، الذي حاول مرارًا وتكرارًا بلا جدوى إقناع جيمس بإعادة النظر في سياساته، على غزو البلاد؛ وبذلك التحالف اندلعت الثورة البيضاء في نوفمبر وديسمبر من عام 1688، والتي انتهت بتنصيب ويليام أورنج وزوجته ماري ابنة جيمس الثاني ملكين على إنجلترا.
شكَل بعض القادة من رجال الدين تحت قيادة الكاهنين البيورتانيين كوتن وإنكريس ميذر الساخطين على حكم السير إدموند أندروس كتلة مُعارضة لمُحاولة التأثير على البلاط الملكي في لندن. أرسل إنكريس ميذر عقب إعلان التسامح رسالة امتنان إلى الملك، كما أشار على قساوسة ماساتشوستس أن يعربوا عن عرفانهم حتى يظفروا بنفوذ ومكانة عند الملك. وبالفعل أجمع عشرة قساوسة على ذلك، كما اتفقوا على إرسال إنكريس ميذر إلى إنجلترا لعرض شكواهم وموقفهم من أندروس أمام البلاط الملكي. حاول وزير الدومينيون إدوارد راندولف مرارًا وتكرارًا إحباط مجهودات ميذر بما في ذلك رميه بالباطل بتُهم جنائية، إلا أن ميذر وبعض مُمثلي ماساتشوستس هربوا سرًا على متن سفينة مُتجهة إلى إنجلترا في أبريل 1688، حيث استقبلهم الملك جيمس الذي تعهد لهم في أكتوبر 1688 باتخاذ ما يلزم لمُعالجة شؤون المستعمرة؛ ولكن سرعان ما تعثَّر كل ذلك بمجرد اندلاع أحداث لثورة.
تقدم مُمثلو ماساتشوستس بطلب للملك والملكة ومجلس اللوردات للتجارة، الذي تم تغييره لاحقًا إلى مجلس التجارة والذي أشرف بدوره على شؤون المُستعمرات، لإعادة العمل بميثاق مُستعمرة خليج ماساتشوستس. إضافة إلى إقناع ميذر لمجلس اللوردات للتجارة بعدم إعلام أندروس بحدوث الثورة في إنجلترا. وقد أرسل بالفعل ميذر وقتئذٍ خطابًا يُخطر فيه سيمون برادستريت، أحد الحكام المُنتدبين السابقين، بأنباء عن تقرير تم إعداده قبل اندلاع الثورة يُفيد بأن إلغاء الميثاق بات غير قانوني وبأنه على الحكام «إعداد أذهان العامة لحدوث تغيير مُرتقب». وردت إشاعات عن حدوث ثورة تناقلها بعض الأفراد في بوسطن قبل أن ترد الأنباء بشكل رسمي. وقد كتب جون نيلسون، أحد تجار بوسطن الذي يلعب دورًا بارزًا في الانتفاضة خطابًا في آواخر مارس يصف فيه ما حدث من أحداث، كما حث ذلك الخطاب بعض القيادات السياسية والدينية البارزة الناقمة على حكم أندروس في ماساتشوستس.
تلقى أندروس تحذيرًا من اندلاع ثورة مُحتملة ضده في أثناء قيادته حملة لتحصين بيماكويد، والتي تعرف اليوم بمدينة بريستول في ولاية مين، عازمًا حمايتها من هجمات الفرنسيين والهنود الحُمر. وفي يناير 1688-1689، تلقى أندروس خطابًا من جيمس الثاني يصف له فيه مدى تعاظُم قوة الهولنديين العسكرية. فأصدر بيانًا في العاشر من يناير يحذر فيه من إثارة البروتستانت القلاقل والشغب في الدومينيون ويحرم الخروج في انتفاضة ضد الحاكم. تكونت حملته العسكرية التي قادها في بيماكويد من أفراد الجيش البريطاني النظامي ومليشيات مُؤلفة من سكان مين وماساتشوستس التي كانت طوع أوامر القادة النظاميين ونظامهم الصارم مما خلق فجوة بين القادة وجنود الميليشيات. عاد أندروس في منتصف مارس من حملته العسكرية في مين إلى بوسطن فور استشعاره خطورة الموقف هناك حيث تلقى تقارير سرية عن عقد الأهالي للاجتماعات وعن اندلاع الثورة. وبينما روج أندروس للشائعات في مين أن ما يحدث في بوسطن ما هو إلا جزء مما يُسمى بـالمؤامرة البابوية، تمردت الميليشيات المُؤلفة من سكان مستعمرة ماساتشوستش على القادة وعادوا إلى ديارهم. وعندما وصلت نسخة من البيان المُعلن عقب الثورة في إنجلترا إلى بوسطن في بداية أبريل؛ اعتقل أندروس الرسول الذي نشر البيان، فانتشرت تلك الأنباء بين العامة، فكانت بمثابة سكبًا للزيت على النار. وفي السادس عشر من أبريل، أرسل أندروس خطابًا إلى قائده المُفوض في بيماكويد يُخبره فيه أنه «هناك عجيج بين الجماهير مُفعم بأمل عودة العمل بذلك الميثاق القديم»، كما أنه أعد العدة لاعتقال الجنود المُتمردين العائدين إلى ديارهم وإرسالهم مرة أخرى إلى مين على متن سفن. ولم تفلح التهديدات باعتقال مليشيات المستعمرة إلا في زيادة تفاقم التوتر بين أهالي بوسطن وحكومة الدومينيون.

## الثورة في بوسطن

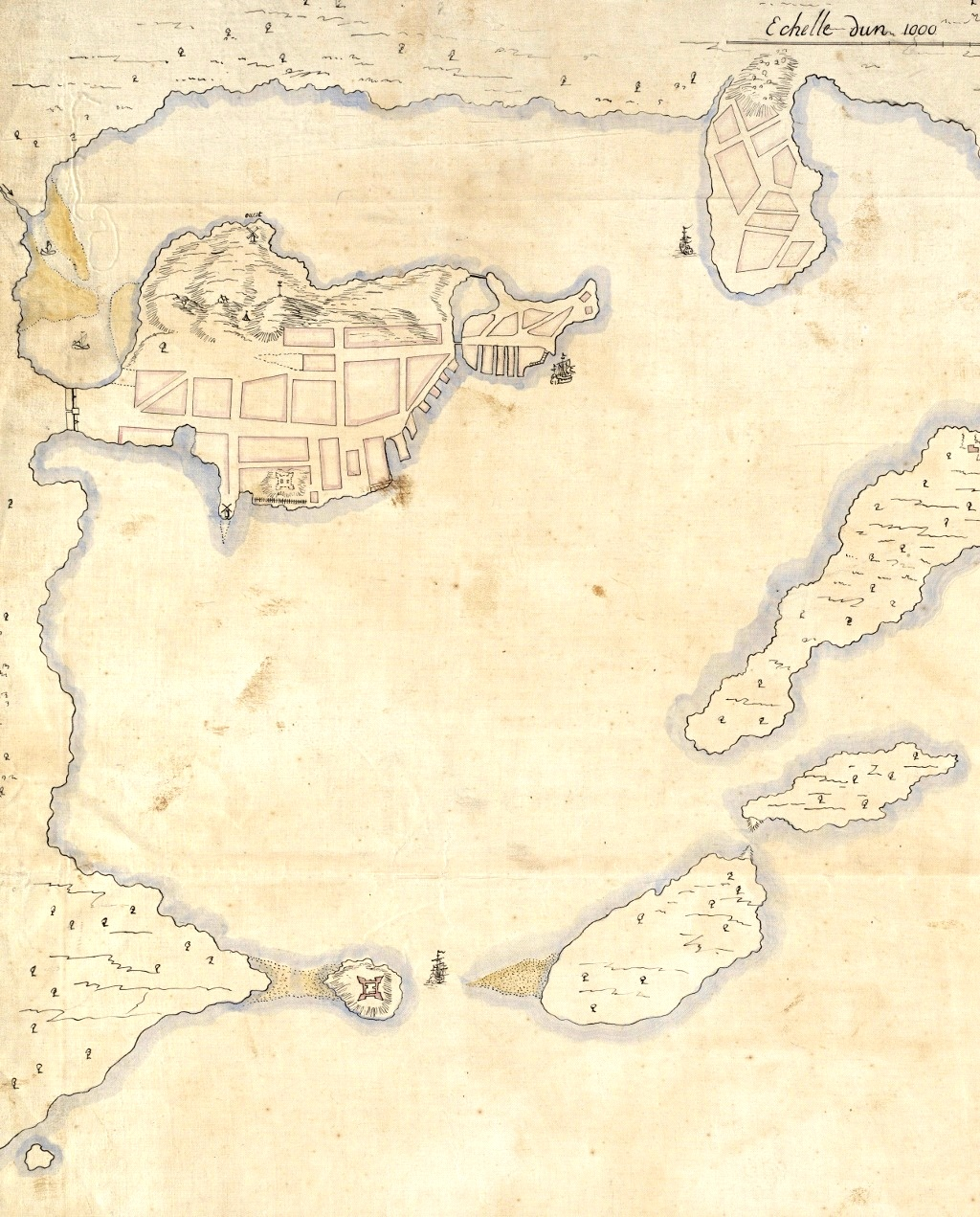
رسم تفصيلي، يعود إلى عام 1692، يوضح شبه جزبرة بوسطن في أقصى اليسار وشبه جزيرة تشارلزتاون في الأعلى وجزيرة القلعة في أدنى اليسار. ويقع حصن على الجانب الأدنى من يسار شبه جزيرة بوسطن.

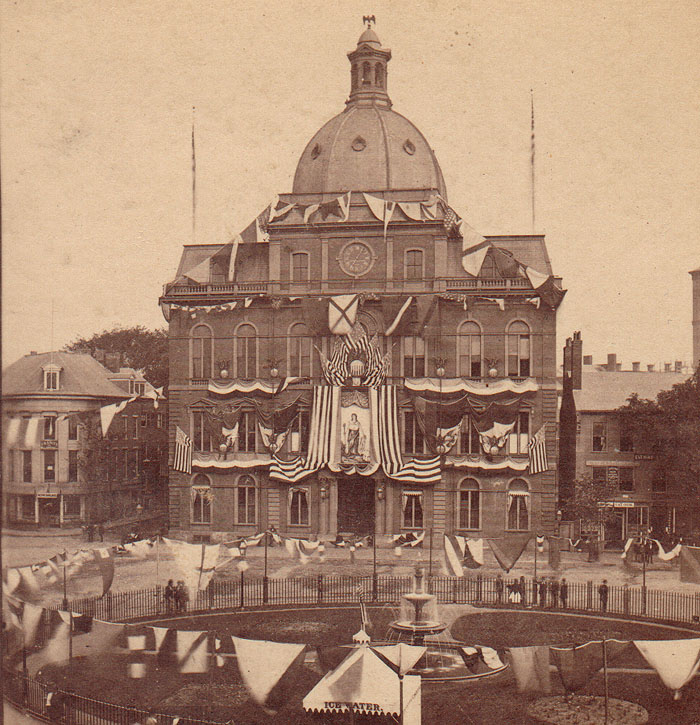
مبنى إدارة حي تشارلزتاون سابقًا عام 1870.

بدأت مجموعة من الميليشات في الاحتشاد في تمام الساعة الخامسة صباحًا خارج بوسطن في حي تشارلزتاون، الذي يقع على مر الجانب الآخر من نهر تشارلز وعند بلدية روكسبري التي تقع على نهاية المضيق الذي يربط بين بوسطن والبر الرئيسي من القارة الأمريكية. وفي تمام الثامنة صباحًا، ركبت الميليشيات، التي تجمهرت عند تشارلزتاون، القوارب لتعبر النهر، بينما تحركت الميليشيات التي احتشدت عند روكسبري في مسيرة إلى المدينة مُباشرةً. وفي الوقت ذاته، قام بعض المتآمرين، المُنتمين إلى شركة ماساتشوستس القديمة للمدفعية الثقيلة، باقتحام منازل قارعي طبول الحرب المُنتمين لكتائب الجيش النظامي واستولوا على أدواتهم. وقد انضم عدد كبير من الجماهير بشكل متزايد لمجموعة الميليشيات المحلية حيث احتشدوا في تمام الساعة الثامنة والنصف صباحًا ومن ثَمَ بدأوا في أسر قادة المنطقة وعدد من الضباط. وفي نهاية المطاف، قاموا بحصار حصن ماري حيث يقبع أندروس.
كان أول المُعتقلين جون جورج قبطان إتش إم إس روز الذي رسا بسفينته ما بين الساعة التاسعة والعاشرة صباحًا ليجد نفسه في مواجهة مجموعة من الميليشيات، وفي ذلك الحين انضم أحد العاملين بنجارة السفينة إلى الحُشود المُتمردة. وعندما طلب جورج إلقاء نظرة على أمر اعتقاله، قاموا بإشهار سيوفهم في وجهه وتم وضعه تحت الحراسة. وفي تمام الساعة العاشرة، كان قد أُلقي القبض على معظم الموظفين الحكوميين والعسكريين، فيما فر البعض منهم إلى جزيرة القلعة التي تقع في جنوب بوسطن أو إلى بعض المناطق العسكرية الحصينة. وحاصرت الجموع بعض الأنجليكانيين، بما فيهم حارس الكنيسة وصيدلاني. وفي وقت ما قبل ظهيرة ذلك اليوم، رُفعت راية برتقالية اللون فوق بلدية بيكون هيل لتُشير إلى وصول 1500 جندي آخرين من الميليشيات للمدينة. واصطفت القوات في محيط سوق المدينة لقراءة البيان الذي أعلن فيه القادة تأييدهم لمُبادرة ويليام أورنج النبيلة وثورتهم ضد المؤامرة البابوية التي انكشف أمرها.

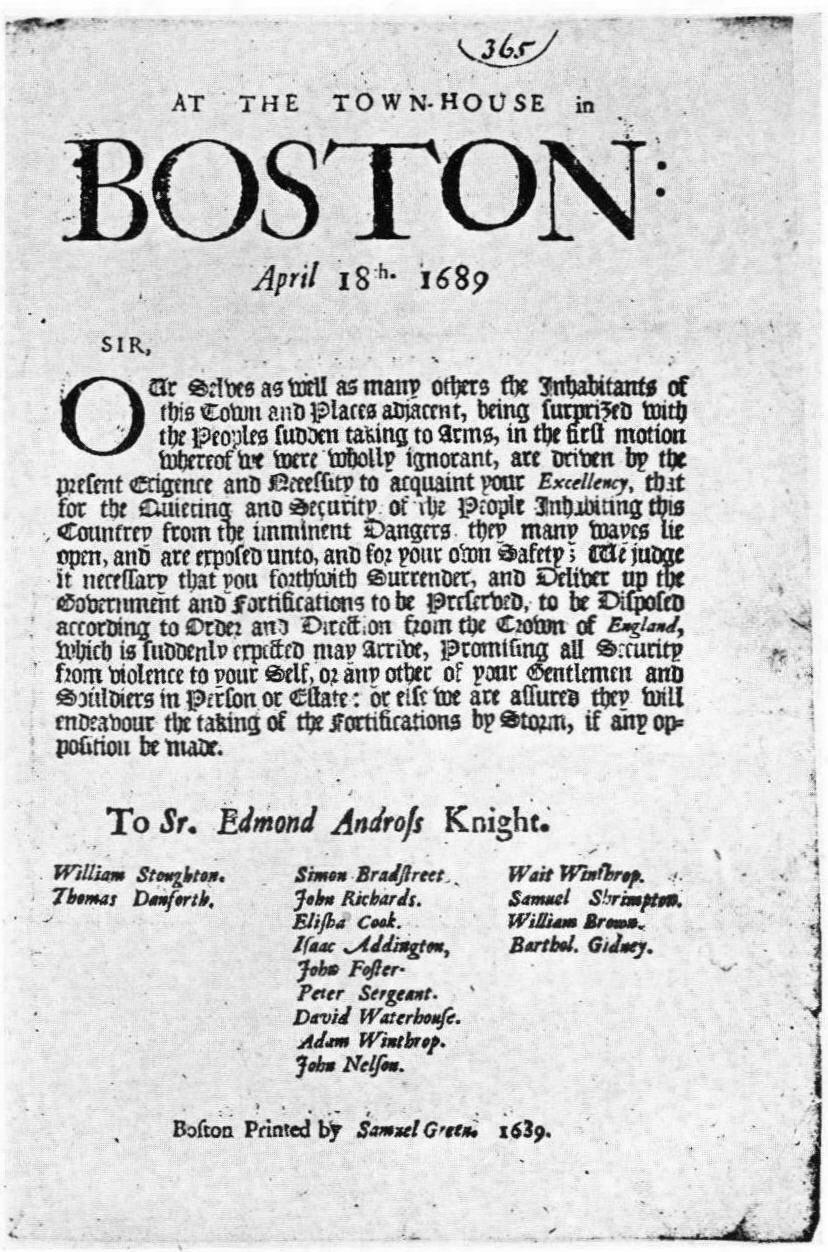
بيان رسمي يطالب السير إدموند أندروس بالاستسلام

شددت زعامة مُستعمرة ماساتشوتس بقيادة الحاكم السابق سيمون برادستريت على ضرورة استسلام الحاكم أندروس حفاظًا على سلامته، وذلك ما ستغفل عنه الجماهير. ولكنه رفض الأمر وحاول الهروب على متن سفينة روز. اعترضت الميليشيات سبيل إحدى المراكب الصغيرة التي جنحت إلى الشاطئ من سفينة روز، كما أُجبر أندروس على العودة إلى حصن ماري. ووافق أندروس على مُغادرة الحصن، تحت الحراسة بعد أن تلقى ضمانًا بحُسن مُعاملته، لإجراء مُفاوضات مع مجلس المُتمردين المُنعقد في دار البلدية. ووفقًا لوصف مصدر مجهول للحوار الذي تم بين أندروس والمُتمردين، فقد أخبروه حرفيًا «بأن مقاليد الحكم باتت في أيديهم» وأنه رهن الاعتقال. وبالفعل، أُودع في منزل جون أوشر، أحد مسؤولي الدومينيون، تحت المُراقبة المُشددة.
وعلى خلاف ذلك، رفضت سفينة روز وحصن ويليام بجزيرة القلعة الاستسلام في بادئ الأمر. وفي يوم 19، ذِيع بين أفراد طاقم روز أن قبطان السفينة قد خطط الاتجاه بالسفينة إلى فرنسا حيث يقبع الملك المعزول جيمس الثاني. ووقع اشتباك بعد ذلك، وقام البروتستانت من بين أفراد الطاقم بتفريغ السفينة من جميع تجهيزاتها؛ حيث رأت القوات في جزيرة القلعة ذلك الأمر واستسلمت.

## حصاد الثورة
سقط حصن ماري يوم التاسع عشر من أبريل حيث نُقل أندروس من منزل جون أوشر إليه. واحتُجز مع جوزيف دادلي وبعض مسؤولي الدومينيون حتى السابع من يونيو حين تم نقل أندروس إلى جزيرة القلعة. ذِيع على نطاق واسع أن أندروس حاول الهروب مُتنكرًا في زي امرأة. وذلك ما نفاه روبرت راتكليف، وزير الأنجليكية في بوسطن، الذي أدلى بأن مثل هذه القصص «لا تمُت للواقع بصلة وليست إلا محض أكاذيب وافتراءات يُرَوج لها ولا تهدف إلا إلى تشويه صُورة الحاكم أمام شعبه». ونجح أندروس بالفعل في الهرب من جزيرة القلعة في الثاني من أغسطس بعد أن قام خادمه بسقاية الحراس مشروبًا كُحوليًا. ونجح في الفرار إلى رود آيلاند، ولكنه اعتُقل بعد ذلك مرة أخرى ووُضع تحت الحراسة المُشددة. ثم أُرسل إلى إنجلترا ليُحاكم بعد أن قضى هو ومن معه من مسؤولي الدومينيون عشرة أشهر في الأسر منذ اندلاع الانتفاضة. ورفض مُمثلو ماساتشوستس في لندن توقيع الوثائق التي تحتوي على قائمة التُهم المُوجهة إلى أندروس، ولذلك تمت تبرئته وأُخلي سبيله سريعًا. وبعد ذلك، عُين حاكمًا لمُستعمرتي فيرجينيا وماريلند.

## سقوط نظام الحكم المُوحد لدومينيون نيو إنجلاند
بلغت مُستعمرات نيو إنجلاند الأخرى بالدومينيون أنباء الإطاحة بأندروس، حيث عمل مسؤولو السلطات الاستعمارية السابقة، الذين تولوا مناصبهم قبل توحيد إدارة المستعمرات، إلى إعادة حكوماتها مرة أخرى إلى السلطة. فبينما استند الحكم في رود آيلاند وكونيتيكت إلى مواثيقهم القديمة، عاد الحكم في ماساتشوستس مرة أخرى للاستناد إلى الميثاق الأول الذي تم إبطاله من ذي قبل، بعد أن تولت لجنة مُؤقتة مُؤلفة من القضاة ومسؤولي مُستعمرة خليج ماساتشوستس والغالبية العُظمى من أعضاء مجلس الحكم في عهد أندروس مقاليد الحكم. وحُل المجلس بعد أن استشعر بعض زعماء بوسطن نفوذ المُتمردين المُتطرفين على قراراته. أما مُستعمرة نيوهامبشاير فقد تُركت دون حكومة رسمية، ووقعت تحت الهيمنة الفعلية لمُستعمرة ماساتشوستس وسيمون برادستريت الذي كان حاكمها وقتئذٍ. بينما لم يتغير أي شئ من نظام الحكم القديم في مُستعمرة بليموث.
نجح أندروس أثناء اعتقاله في إرسال خطاب مضمُونه طلب المُساعدة من قائم مقامه فرانسيس نيكلسون المُتمركز في نيويورك. وتلقى نيكلسون الخطاب في مُنتصف شهر مايو، إلا أنه لم يكن في وسعه المُساعدة حيث أن معظم قواته قد أُرسلت إلى مين، كما تزايدت حدة التوتر في نيويورك مما لم يسمح له باتخاذ أي إجراء فعَّال تجاه المسألة. ثم أطاحت به بعد ذلك مجموعة المُنشقين بقيادة جاكوب لايزلر وفر إلى إنجلترا. تولى لايزلر حُكم مُقاطعة نيويورك حتى عام 1691، حيث أُرسلت قوات بقيادة هنري سلوتر الحاكم المكلف من قِبل الملك ويليام والملكة ماري. وحُوكم لايزلر بتهمة الخيانة العظمى وحُكم عليه بالإعدام.
لم يبذل المُسئولون الإنجليز جهدًا إضافيًا لاستعادة السيطرة في مُستعمرات نيو إنجلاند بعد قمع حركة التمرد التي قادها لايزلر وإعادة الحكومات الاستعمارية إليها؛ ولم تتجلَ بعد ذلك أي مُحاولة لإعادة نظام الإدارة المُوحدة للدومينيون. وبينما بات اعتقال أندروس أمرًا واقعًا، اتخذ النقاش في إنجلتر مسارًا مُختلفًا، حيث اتجه إلى مسألة ماساتشوستس ومِيثاقها الذي تم إبطاله مما أدى في نهاية المطاف إلى إنشاء مقاطعة خليج ماساتشوستس في عام 1691، حيث ضم مُستعمرة بليموث وبعض الأجزاء من مقاطعة نيويورك مثل نانتوكيت ومارثا فينيارد وجزر إليزابيث وبعض الأجزاء من مقاطعة مين. وقد باءت محاولات إنكريس ميذر لإعادة حكم البيورتانيين مرة أخرى بالفشل، حيث نص المِيثاق الجديد على أن يكون الحاكم مُعينًا من قِبل إنجلترا كما دعا إلى التسامح الديني بين الأهالي.